# Кильдиярова, Флюра Ахметшеевна
Флю́ра Ахметше́евна Кильдия́рова (баш. Флүрә Әхмәтша ҡыҙы Килдейәрова; род. 15 января 1952, аул Ильчигулово, Учалинский  район, БАССР) — советская и российская оперная певица (сопрано). Народный артист Башкирской АССР (1989), Заслуженный артист Российской Федерации (1995), Народный артист Российской Федерации (2002).

## Биография
В 1981—1989 годы - солистка Башкирского государственного театра оперы и балета, с 1989 года - солистка Башкирской государственной филармонии. Преподаёт курс «Народная песня» в альма-матер — УГАИ.
Основные партии: 
- Амина ("Салават Юлаев" З. Г. Исмагилова) 
- Харысэс («Послы Урала» З. Г. Исмагилова)
- Аксэскэ ("Акмулла" З. Г. Исмагилова)
- Кодаса ("Кодаса" З. Г. Исмагилова)
- Женщина («Чёрные воды» С. А. Низамутдинова)
- Марфа («Царская невеста» Н. А. Римского-Корсакова)
- Лэйла ("Искатели жемчуга" Ж. Бизе)
- Мюзета ("Богема" Дж. Пуччини)
- Нэркес ("Нэркес" Х. Ахметов)
- Микаэла ("Кармен" Ж. Бизе)
- Люси ("Телефон" К. Менотти)
Известная исполнительница башкирских песен узун-кюй (озон-кюй). Стала известной исполнением кюя «Буранбай», традиционно исполняемого мужчинами. В своей книге Флюра Кильдиярова писала:

Не всякому профессиональному певцу под силу исполнить озон-кюй… Человек, исполнивший песню «Буранбай» или сыгравший эту мелодию на курае, считался достигшим высшего исполнительного мастерства— Кильдиярова Ф. А. Песни моего народа. Уфа: Песня. 1995
Открыла для широкой публики песенные варианты Кубаира «Урал-батыр» — «Старый „Урал“» и «Краткий „Урал“».
Лауреат Всероссийского конкурса исполнителей народной песни (Ленинград, 1979), республиканского конкурса молодых певцов имени  Г. С. Альмухаметова (1974).
Удостоена Республиканской премии имени Салавата Юлаева (1985) «за исполнение и пропаганду народных песен».
Член-корреспондент Петровской Академии наук РФ.

## Образование
- Мулдакаевская средняя школа - год окончания 1969г.
- Уфимское училище искусств - дирижерско-хоровое отделение (класс А. Л. Легкоты), 1973.
- Уфимский государственный институт искусств - дирижерско-хоровое отделение (класс М. А. Букатовой), 1979.
- Уфимский государственный институт искусств - вокальная кафедра (класс Р. М. Мусиной), 1981.